# قاردیلی
قاردیلی (به ترکی آذربایجانی: Qardili) یک منطقه مسکونی در جمهوری آذربایجان است که در شهرستان سالیان واقع شده‌است. قاردیلی ۱۲۶۳ نفر جمعیت دارد.